# 福顺镇
福顺镇，是中华人民共和国吉林省白城市洮南市下辖的一个乡镇级行政单位。

## 行政区划
福顺镇下辖以下地区：
庆茂村、庆平村、庆太村、富裕村、翻身村、振兴村、东胜村、建国村、红星村、中心村、德胜村、大榆树村、袁家村、五家子村、创新村、翟家村、富源村、如意村、春华村、六家子村、幸福村、草房村、福安村、粉坊村、温保村、新德村、吉安村、长岗村和金生村。